# Anton Lindkvist
Anton Lindkvist, född den 28 juni 1988, spelar innebandy i Superligan. Han har spelat i Jönköpings IK sedan 2005. Men hans moderklubb är Mullsjö AIS. Hans meriter är 1 VM-guld med U-19 landslaget (2005) 10 U-19 Landskamper. 1 SM-guld med Västergötland och 1 SM-guld med Småland, ALL STAR TEAM i båda turneringarna. 1 SM-silver med Västergötland. 1 SM-brons med JIK (2005) 